# 真福寺 (さいたま市北区)
真福寺（しんぷくじ）は、埼玉県さいたま市北区今羽町にある浄土宗の寺院。

## 歴史
創建年代は不明であるが、元阿覚円によって開山された。1376年（永和2年）造立の元阿覚円の碑があることから室町時代前期に創建されたものと推測される。
当初は時宗の寺院であったが、第6世住職諦誉義全のときに浄土宗に転宗した。
当寺には、古くから板石塔婆（板碑）が置かれていた。江戸時代の『新編武蔵風土記稿』でも取り上げられている。現在は7基あり、さいたま市の文化財に指定されている。

## 文化財
- 真福寺板石塔婆（さいたま市指定有形文化財 昭和45年3月7日指定）[3]

## 交通アクセス
- 今羽駅より徒歩4分。